# Excavarus apiarius
Excavarus apiarius är en stekelart som först beskrevs av Johann Ludwig Christian Gravenhorst 1829.  Excavarus apiarius ingår i släktet Excavarus och familjen brokparasitsteklar. Arten är reproducerande i Sverige. Inga underarter finns listade i Catalogue of Life.